# Революция в Кыргызстане (2010)
Апрельская революция (также народная Апрельская революция) в Кыргызстане — массовые протесты и беспорядки в Кыргызстане, произошедшие в апреле 2010 года против президента страны Курманбека Бакиева.

## Предпосылки
Причинами волнений стали:
- Сохраняющийся крайне низкий уровень жизни, самоустранение властей от решения экономических и социальных проблем республики.
- Продолжающаяся борьба за власть между киргизскими кланами севера и юга страны
- Недовольство населения резким (более чем в два раза) повышением цен на коммунальные и другие услуги, такие как электроснабжение, центральное отопление и снабжение горячей водой, газоснабжение, мобильная сотовая связь.
- Раскол правящей элиты и нарастание авторитарных тенденций в период президентства Курманбека Бакиева[1][2][3]

В связи с этим 17 марта в Бишкеке прошёл курултай (съезд) оппозиции, лидером которой стала социал-демократ, бывший министр иностранных дел (1994—1997) Роза Отунбаева.

## Хроника событий

### Беспорядки 6,7 и 8 апреля
Беспорядки 6,7 и 8 апреля начались в Таласе 6 апреля, когда оппозиция после митинга захватила здание областной администрации. В ответ на силовые методы правоохранительных органов митингующие применили примитивные средства в виде палок и камней. Попытки спецназа вернуть контроль над ситуацией не имели успеха. Протестующие также попытались захватить здание областного УВД. Оппозиция объявила об избрании «альтернативного губернатора» Шералы Абдылдаева, а его заместителем — представительницы оппозиционной партии «Ата-Мекен» («Отечество») Койсун Курманалиеву.
7 апреля волнения охватили Бишкек, причём в столице оппозиционерам удалось захватить телецентр и выйти в эфир. В связи с беспорядками возбуждено уголовное дело, лидеры оппозиции задержаны. Несмотря на это, беспорядки продолжились. В Бишкеке власти предпринимают попытку разгона демонстрации в поддержку задержанного оппозиционного лидера Алмазбека Атамбаева. Митингующие разгоняют спецназ и, захватив оружие, выдвигаются к дому правительства. В вооруженных столкновениях у здания правительства войска и милиция открывают огонь по демонстрантам, штурмующим спецобъект. Те отвечают огнём. Впоследствии оппозицией официально заявлено о 84 погибших и раненых более 1500 митингующих. Однако эти цифры до сих пор не имеют чёткого подтверждения, мало того, разразилось несколько громких скандалов, когда выяснилось, что к погибшим и раненным героям были причислены пострадавшие впоследствии ночью мародеры. Некоторые из «погибших», как выяснилось, живы до сих пор. Президент Кыргызстана Курманбек Бакиев подписал указ о введении в стране режима чрезвычайного положения и введении в Бишкеке комендантского часа.
В ночь на 7 апреля посланный в Талас министр внутренних дел Молдомуса Конгантиев был захвачен оппозиционерами и избит. Появлялись слухи о его линчевании толпой или смерти от полученных ранений по дороге в больницу. Оппозиция эти слухи опровергает. Позже было получено подтверждение о том, что Конгантиев находится на территории Кыргызстана и готов предстать перед судом. Правда, через несколько дней был выкуплен женой за 40 000 долларов США и тайно переправлен в соседний Казахстан.

### Захват власти оппозицией 7 апреля

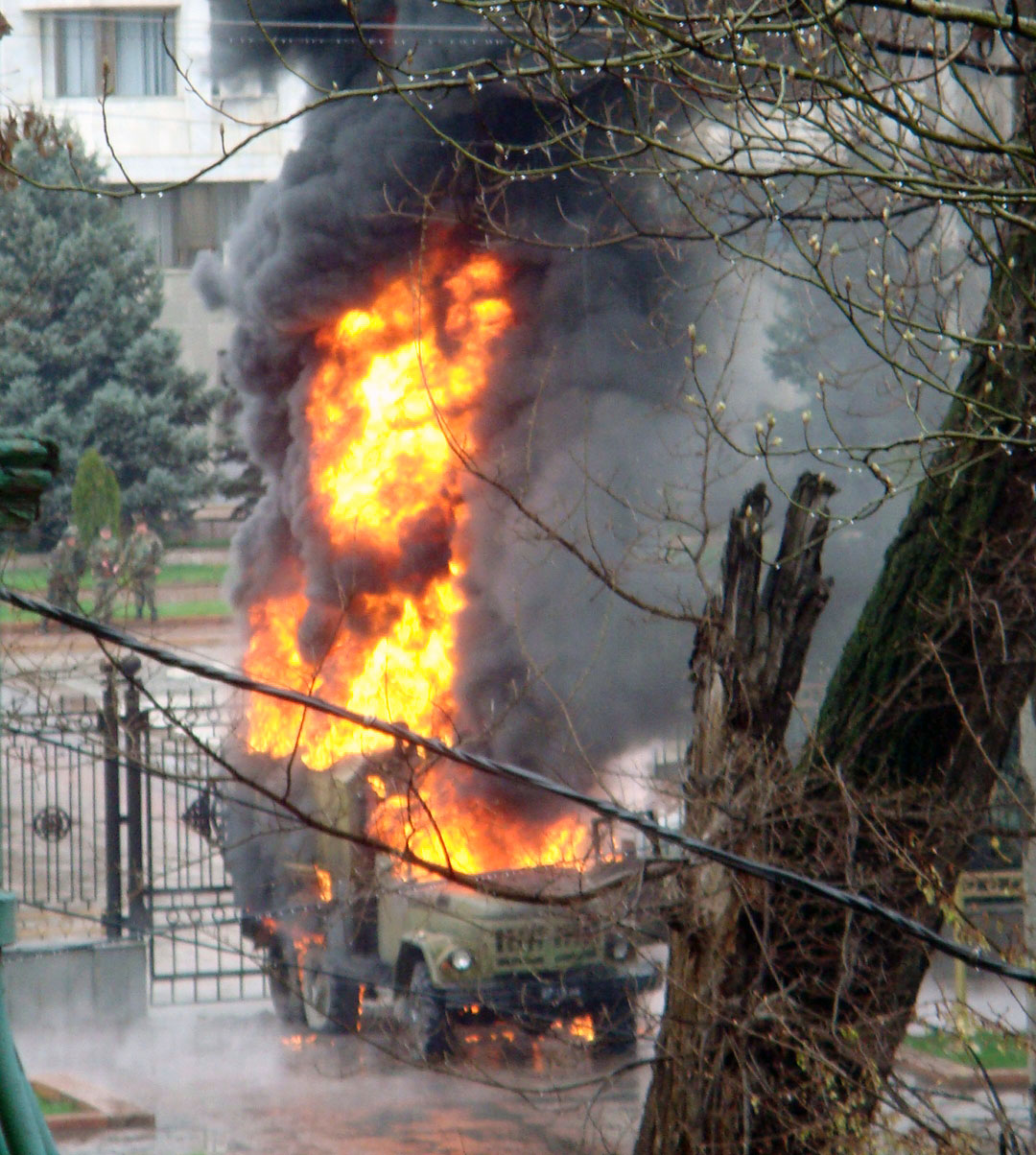
Сожжённый грузовик у Белого Дома, 7 апреля 2010 год.

Утром многотысячная толпа сторонников оппозиции штурмом взяла здание парламента и попыталась захватить Дом Правительства, однако натолкнулась на сопротивление милиции и отрядов Национальной гвардии. Кто-то из оппозиционеров попытался протаранить ворота на захваченном автомобиле.
В толпе вокруг здания Дома Правительства появились несколько вооружённых людей.
Снайперы, которые находились на крышах административных зданий, в том числе и на крыше Белого дома (Дома Правительства), открыли прицельный огонь по вооружённым мятежникам. Лидеры оппозиции заявили о стрельбе по безоружным людям. Разъярённая толпа начала штурм.

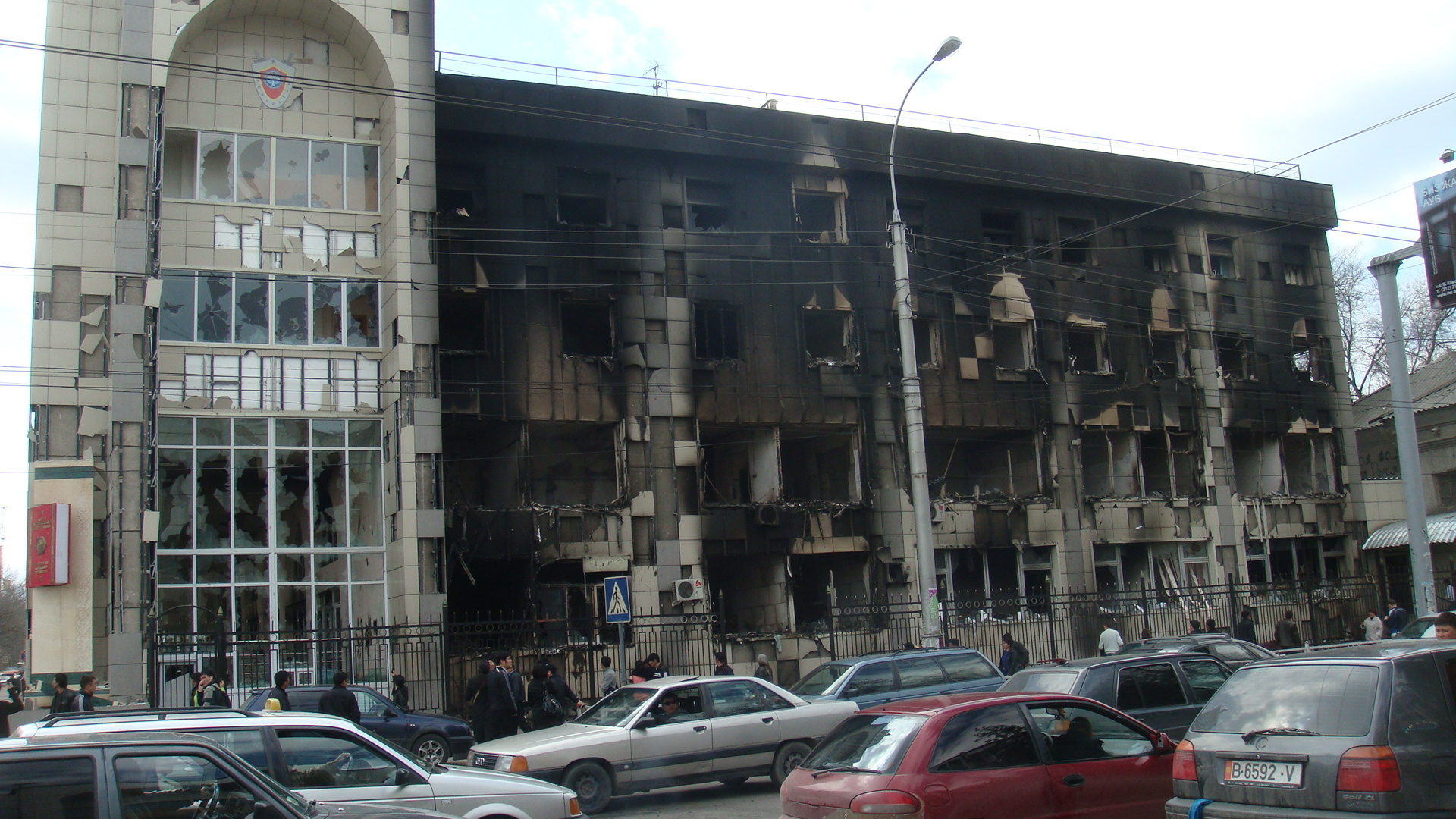
Сгоревшее здание генпрокуратуры.

Глава Службы государственной охраны Кыргызской Республики, брат президента страны Жаныбек Бакиев признал, что отдал приказ открыть огонь на поражение, но только по вооружённым людям. «Я давал команду (открыть огонь) по БТРу, который стрелял. Я не скрываю этого, но я давал команду стрелять по тем, кто имеет оружие. Я передавал по рации, что если кто побежит с оружием, то по ним открывать огонь на поражение. Потому что они тоже вели прицельный огонь», — рассказал Бакиев в интервью РИА Новости. Президент Курманбек Бакиев сказал, что его охрана открыла огонь только после того, как были обстреляны окна президентского кабинета.
Было разгромлено здание парламента и подожжено здание Генеральной прокуратуры. Толпа захватила здание телецентра. Была изменена запланированная программа передач и начался «прямой эфир» с участием сотрудников неправительственных организаций и правозащитников. Затем бывший председатель парламента Омурбек Текебаев заявил в эфире, что «власть полностью перешла в руки народа» и объявил о назначении комендантом Бишкека полковника милиции в отставке Турата Мадалбекова.
Затем правительство Кыргызстана ушло в отставку. Президент бежал из Бишкека в Ош Оппозиция сформировала временное «правительство народного доверия» (сроком на полгода для организации демократических выборов), которое возглавила бывший министр иностранных дел Роза Отунбаева.
Вечером 7 апреля 2010 года Отунбаева заявила, что власть в Кыргызстане полностью перешла к оппозиции.

### Мародёрства в ночь на 8 апреля
В ночь на 8 апреля по столице прокатилась волна мародёрств. В Бишкеке разграблены крупные торговые центры, принадлежащие турецким бизнесменам — Vefa и Бета Сторес, а также китайским бизнесменам — Гоин. Кроме того, разграблены торговые центры — Караван, Дордой Плаза, сеть супермаркетов «Народный», «7 Дней» и ряд других магазинов, расположенных как в центре города, так и на его окраинах.

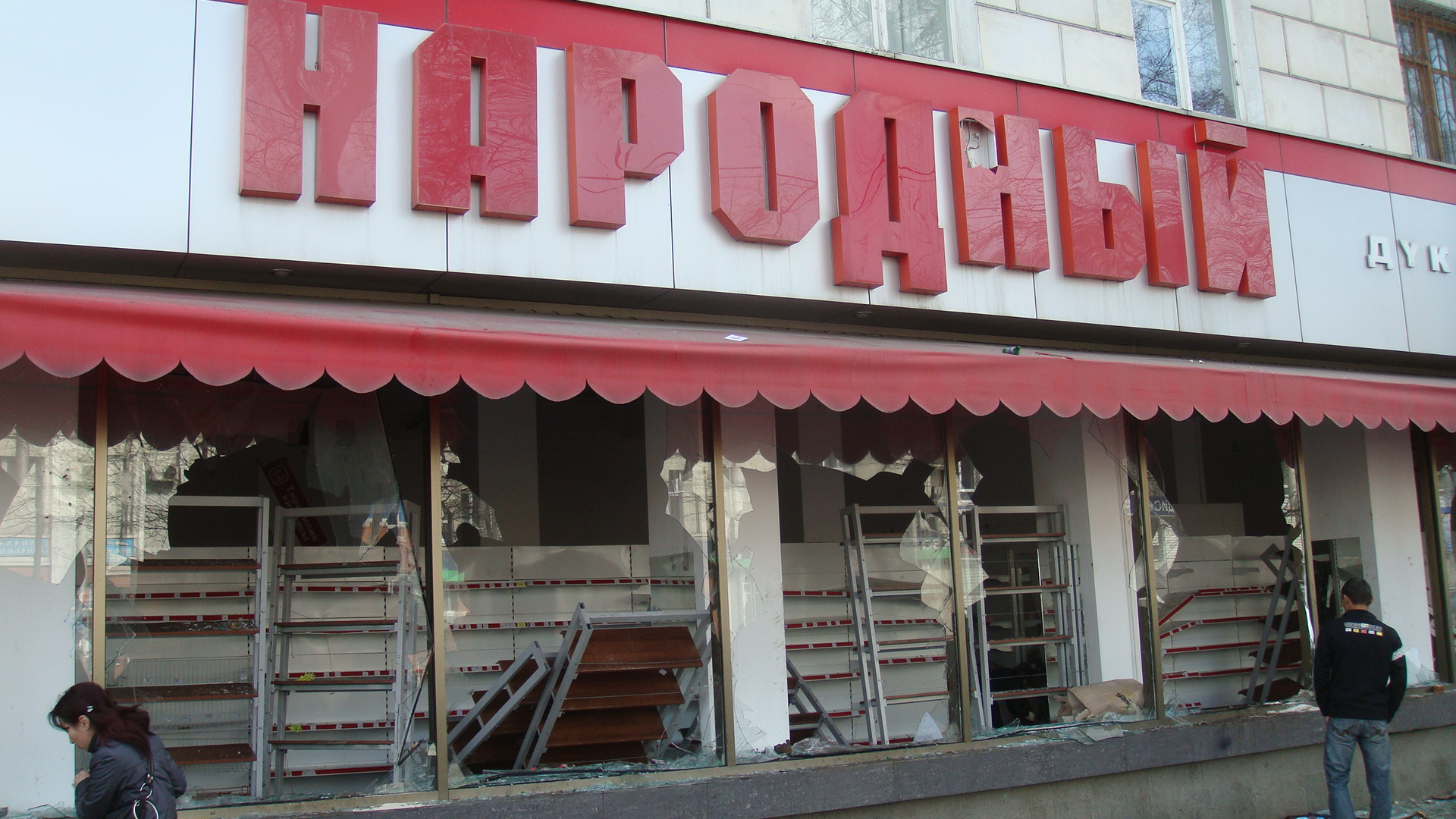
Разграблен супермаркет «Народный»

По свидетельству очевидцев, арендаторы в виде вооружённых кордонов защищают крупнейший магазин столицы ЦУМ, крупнейший в Центральной Азии рынок «Дордой». Есть сообщение, что сожжён дом, где проживал Максим Бакиев. В микрорайоне № 10 идёт разгром АЗС «БНК». Это сеть заправочных станций, принадлежащих Максиму Бакиеву.

### 8 апреля
Утром 8 апреля 2010 года в министерстве обороны Кыргызской Республики сообщили, что президент Кыргызстана Курманбек Бакиев находится в своей резиденции в городе Ош. В Оше прошёл митинг, участники которого потребовали отставки Бакиева.
Милиция Кыргызстана полностью перешла под контроль оппозиционного временного правительства, созданного 7 апреля 2010, сообщил журналистам в четверг министр внутренних дел временного кабинета министров Болотбек Шерниязов. «Милиция перешла под контроль народа… Все вооружённые силы и МВД готовы обеспечивать безопасность», — сказал он. До этого оппозиция заявила, что на её сторону перешли армия и погранслужба республики.
Губернатор Джалал-Абадской области Кошбай Масиров заявил, что Курманбек Бакиев собрался подавать в отставку.
В послании журналистам, которое отправил лично Бакиев, он заявил, что не контролирует положения в стране, но уходить в отставку пока не собирается.
Глава Временного народного правительства Кыргызстана Роза Отунбаева сообщила СМИ положения декрета «О переходе власти к временному правительству и порядке исполнения Конституции КР». Декрет предусматривает, что «полномочия, определённые в Конституции для президента и правительства, временно берёт на себя временное народное правительство», Жогорку Кенеш (парламент), «избранный в результате выборов, проведённых с нарушением закона», распускается и полномочия парламента на период до новых выборов также осуществляет временное народное правительство. Отунбаева сообщила, что временное правительство будет действовать в течение полугода, а за эти полгода новая власть надеется «принять новую Конституцию» и что вскоре последуют декреты о возвращении незаконно приватизированных стратегических объектов, а также о восстановлении прежних тарифов ЖКХ и снижении цен на электроэнергию. Также будет создана комиссия по расследованию резонансных преступлений, включая события последних дней.
Были назначены четыре заместителя Розы Отунбаевой. Алмазбек Атамбаев — ответственный за экономику, Темир Сариев — за финансы и кредит, Омурбек Текебаев — за конституционную реформу, Азимбек Бекназаров — за правоохранительные органы и прокуратуру.
Также были смещены губернаторы в большинстве областей страны и вместо них назначены представители оппозиции.
Вице-премьер временного правительства Кыргызстана Омурбек Текебаев так обрисовал обустройство революционной власти:
«Да, мы, 14 человек, объявили себя правительством. На каком основании? Ни на каком. Да, получается, мы узурпаторы. Мы теперь и правительство, и парламент, и президент. Да, это очень плохое решение. Но, поверьте, лучших решений просто не было».
Днём 8 апреля 2010 года президент Бакиев дал интервью в прямом эфире российской радиостанции «Эхо Москвы», в котором подтвердил свои полномочия как президента, не признал своё поражение и заявил, что собирается взять ситуацию под контроль. В своём обращении Бакиев заявил о заинтересованности внешних сил в дестабилизации обстановки в Кыргызстане, однако не указал конкретно какую страну он имел в виду.

### 9 апреля
К утру 9 апреля, по утверждению МВД Кыргызстана, отрядам милиции вместе с народными дружинами удалось полностью очистить столицу страны, Бишкек, от мародёров. В городе было вновь запущено движение пассажирских автобусов. 9 и 10 апреля были объявлены в республике днями траура по погибшим.
9 апреля 2010 года в Джалал-Абаде неизвестными было обстрелено помещение редакции газеты «Дийдор», популярной на юге Кыргызстана узбекоязычной газеты.

### Дальнейшие события
11 апреля Временное правительство заявило о желании привлечь свергнутого президента Бакиева к уголовной ответственности. Своим декретом оно сняло с него неприкосновенность. Однако скрывшийся на юге страны президент отказался не только предавать себя новым властям, но и складывать с себя полномочия. Тем не менее он заявил о желании вести переговоры о своей отставке

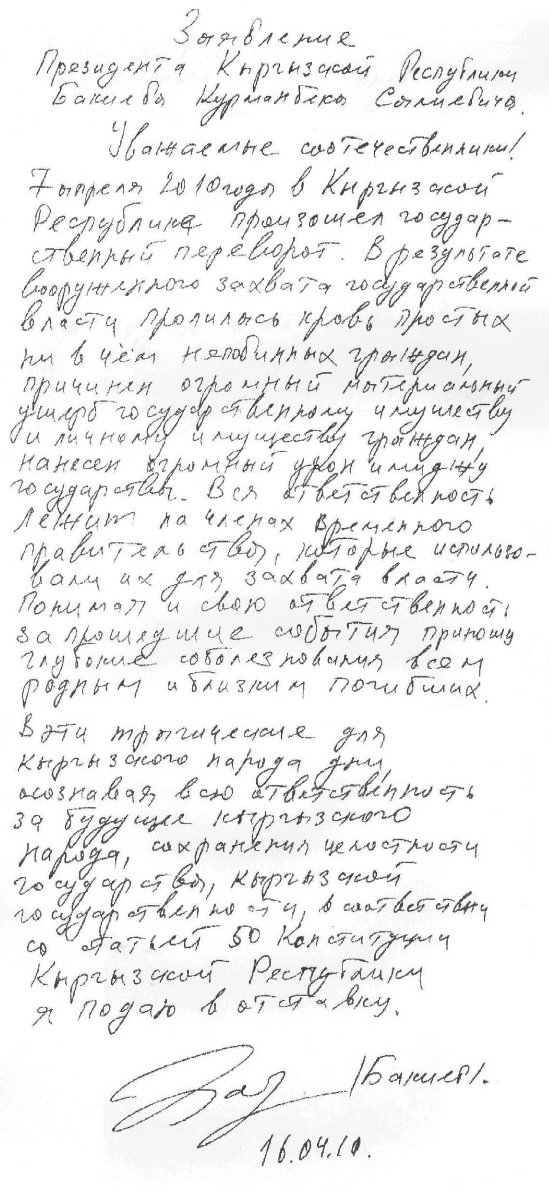
Заявление об отставке Бакиева

15 апреля Курманбек Бакиев покинул Кыргызстан и направился в Казахстан.
Пролёт отстранённого Курманбека Бакиева с семьёй в Казахстан обеспечило Министерство обороны Казахстана по поручению казахстанского президента Назарбаева Нурсултана Абишевича. Покинуть родину Курманбеку Бакиеву помогли казахские военные. По словам Назарбаева семью Бакиева вывезли самолётом ВВС Казахстана по его личному указанию. 16 апреля Бакиев подписал заявление об отставке с поста президента.
Тем временем 16 апреля спецназ МВД блокировал родовое село Бакиевых. По одной из версий это было сделано для безопасности родственников президента.
17 апреля произошли столкновения в Джалал-Абаде между местными жителями и представителями временного правительства.
20 апреля президент Белоруссии подтвердил, что Бакиев находится в Минске.

### Возрастание напряжённости после 19 апреля
19 апреля появилась информация о протестах милиционеров, которые добились отставки временного министра.
Одновременно в Кыргызстане начался передел собственности и вспыхнули межнациональные столкновения в сёлах вблизи Бишкека (нападения на дома русских и турок-месхетинцев). В ходе беспорядков пострадали как минимум 15 человек, один из них скончался в больнице от огнестрельных ранений.
В результате массовых протестов ряд должностных лиц, назначенных новым правительством, вынуждены были подать в отставку, в частности мэр Таласа и министр внутренних дел.
21 апреля Курманбек Бакиев, перебравшийся в Минск, отрёкся от своей отставки, объявив новую власть преступной.
21 апреля 2010 года в здании исполкома СНГ, расположенного в Минске (Белоруссия), президент Кыргызстана Курманбек Бакиев выступил с заявлением для прессы:
«Дорогие друзья, дамы и господа. Мой народ переживает страшную трагедию. Банда самозванцев объявила себя властью и творит беспредел, убивает мирных людей, разрушает жилища. Грабёж и насилие стали нормой жизни. Страна отброшена на десятки лет назад. Я, как президент и как гарант Конституции Кыргызстана, не снимаю с себя ответственность за катастрофу, которую переживает мой народ, и готов ответить за это по закону. Но это не значит, что я могу подчиниться бандитам и бросить свой народ в беде. В этой связи я заявляю следующее.
Первое. Я ещё раз выражаю глубокие соболезнования всем родственникам и близким погибших.
Второе. Я не признаю свою отставку. Почему — объясню позже. Девять месяцев тому назад народ Кыргызстана избрал меня президентом, и я присягнул служить ему. Нет силы, которая заставит меня отказаться от моей клятвы. Только смерть остановит меня. Я, Курманбек Бакиев, законно избранный президент Кыргызстана, признанный мировым сообществом .

Третье. Все должны знать, что бандиты, которые пытаются захватить власть, — исполнители чужой воли и не имеют никакой легитимности. Кыргызстан не будет ничьей колонией. Мой народ хочет быть свободным и станет свободным, продолжит строительство современного независимого демократического государства…

### Беспорядки в южных районах и межэтнические столкновения
11 июня ожесточённые столкновения вспыхнули в городе Ош, в ходе которых было ранено более 2000 человек и ещё 828 были госпитализированы. В городе введён комендантский час, отключён газ, на улицах возведены баррикады и зафиксированы случаи мародёрства. Иностранные агентства сообщают об этнической подоплёке событий, поскольку в городе Ош компактно проживает узбекское меньшинство.
В это же время в Бишкеке молодёжь киргизской национальности начала захватывать микроавтобусы и машины, чтобы ехать на юг для участия в столкновениях с узбеками. Некоторые из них ворвались в здание Гостелерадиокомпании и потребовали предоставить им прямой эфир.
12 июня, несмотря на принимаемые меры, беспорядки только усилились, перекинувшись на несколько других южных городов, в том числе и на Джалал-Абад, в котором имеются жертвы. Правительство приняло решение о частичной мобилизации, введении круглосуточного комендантского часа в охваченных беспорядками районах, разрешении милиции стрелять на поражение.
ЮНОСАТ подсчитало, что 2843 здания были повреждены в городах Ош, Джалал-Абад и Базар-Курган. Из них 2677 зданий были полностью разрушены и 166 серьёзно повреждены. 400 000 беженцев на время беспорядков укрылось в соседнем Узбекистане.

### Референдум
27 июня 2010 года в Кыргызстане прошёл референдум по новой конституции страны. Её одобрили 90,57 % проголосовавших. Кыргызстан стал парламентской республикой, в ней ликвидирован Конституционный суд, а глава временного правительства Роза Отунбаева стала президентом переходного периода до 31 декабря 2011 года. При этом она не будет иметь право занимать должность президента после окончания этого срока. На 10 октября 2010 года были назначены выборы в парламент. Референдум состоялся несмотря на то, что многие в стране призывали его отложить в связи с происшедшим на юге Кыргызстана межнациональным конфликтом.2 июля 2010 года Центризбирком прекратил полномочия депутатов прежнего парламента республики.

### Переходное техническое правительство Кыргызстана
Переходное техническое правительство Кыргызстана сформировано 14 июля 2010.

## Жертвы
По официальным данным, всего во время массовых беспорядков, которыми сопровождалась смена власти в Кыргызстане, погибло 84 человека.

Мемориальные доски в память жертв революции 2010 года

В общей сложности количество обратившихся за медицинской помощью превысило 1500 человек, более 500 человек госпитализировано. Сколько людей погибло от пуль военных до сих пор неизвестно. Неизвестно также проводилась ли баллистическая экспертиза пуль и хранятся ли эти пули в качестве вещдока.
Травмы различной степени тяжести получили 111 сотрудников Главного управления Государственной специализированной службы охраны МВД: 23 милиционера лечились стационарно, 69 человек — амбулаторно. Среди погибших — два курсанта Академии МВД Кыргызстана: Эдиль Такырбашев и Никита Кущ.

## Комиссия по расследованию событий 6-8 апреля в Кыргызстане
Комиссия была создана 12 апреля, в состав которой вошли: председатель комиссии Азиза Абдирасулова, Толекан Исмаилова, Улугбек Бабакулов, Абдуназар Маматисламов, Асель Айнидинова, Жанызак Абдирасулов, Назгуль Суюмбаева и Назгуль Турдубекова.
Заключение комиссии по расследованию событий 6-8 апреля опубликовано 29 апреля 2010.

## Сообщения о цензуре СМИ, осуществляемой Временным правительством
По сообщению информационного интернет-агентства Фергана.ру, сразу после начала революции в редакции всех телеканалов страны якобы были направлены представители новой власти, которые предварительно просматривали подготовленные сюжеты и диктовали выпускающим редакторам телеканалов, что можно пускать в эфир, а что следует заменить другими сюжетами. Агентство утверждало, что представителями новых властей с телеканала НТС было якобы снято интервью с бывшим мэром Бишкека Нариманом Тюлеевым. Однако, Временное правительство официально опровергло подобные слухи, заявив что цензура в СМИ осуществляться не будет и все средства массовой информации, закрытые в предыдущие годы смогут снова начать работу. Кроме того, сотрудники телеканала НТС опровергли сам факт того, что они снимали интервью с Тюлеевым и добавили, что никакой цензуры новая власть к ним не применяет.
По сообщениям того же интернет-агентства, вечером 15 апреля в Бишкеке группа сотрудников госслужбы национальной безопасности (ГСНБ) ворвалась в редакцию местного информационного агентства «24.kg», выгнала сотрудников, выключила компьютерный сервер и опечатала все помещения. Однако через 20 минут к месту инцидента прибыла группа правозащитников и журналистов, по требованию которых сотрудники ГСНБ покинули редакцию информагентств.
Помимо этого Фергана.ру сообщила, что в Оше по приказу и. о. губернатора Ошской области «Сооронбека Жээнбекова» (Сооронбая Жээнбекова) было отключено электричество местной телекомпании «ЭлТР» для того, чтобы не дать сторонникам свергнутого президента Курманбека Бакиева возможность выступить в эфире. Здание телекомпании было оцеплено милицией.

## Участие России
8 апреля по приказу президента России Дмитрия Медведева в Кыргызстан были направлены две роты российских десантников для защиты 999-й российской авиабазы на аэродроме Кант и семей российских военнослужащих.
По сообщению пресс-секретаря президента России Дмитрия Медведева ситуация в Кыргызстане свидетельствует о крайнем возмущении действующей властью со стороны народа. С критикой свергнутой власти выступил и премьер-министр России Владимир Путин. Чуть позднее Путин в разговоре с Розой Отунбаевой, возглавившей «правительство народного доверия Кыргызстана», объявил, что Россия готова оказать материальную помощь Кыргызстану ввиду «особого характера отношений» между странами.
Наблюдатели полагают, что поддержка Россией Временного правительства обусловлена недовольством российского руководства поведением Курманбека Бакиева, который оставил в Кыргызстане военную базу США, несмотря на обещание избавиться от неё в обмен на российский кредит в размере 1.7 миллиардов долларов США. Впервые после развала СССР Россия недвусмысленно поддержала пришедшую к власти оппозицию, тем самым изменив своё прежнее негативное отношение к любым революционным проявлениям на постсоветском пространстве.
12 апреля 2010 года заместитель главы Временного правительства Алмазбек Атамбаев провёл пресс-конференцию по итогам своей поездки в Москву. Он сказал, что Россия выделит Кыргызстану безвозмездный грант в размере более 150 миллионов долларов США и обеспечит бесперебойную поставку горюче-смазочных материалов.
Однако пресс-секретарь премьер-министра России Владимира Путина Дмитрий Песков 13 апреля сообщил, что Путин не встречался с Атамбаевым и никакой помощи ему не обещал. Разговор о помощи шёл, по словам Пескова, в телефонном разговоре Путина и Отунбаевой, но и там речь шла только о гуманитарной помощи, поскольку Путин, по словам Пескова, не поддерживает ни одну из сторон конфликта. Песков сказал: «Можно сказать, что он [Атамбаев] выдаёт желаемое за действительное».
Тем не менее, 14 апреля вице-премьер — министр финансов России Алексей Кудрин на совещании у премьер-министра России Владимира Путина сообщил, что Россия предоставляет Кыргызстану грант 20 миллионов долларов и льготный кредит 30 миллионов долларов по линии Россельхозбанка. Путин заявил на совещании правительства, что всё происходящее в Кыргызстане — «это внутреннее дело самой Киргизии», но ситуация в республике сейчас критическая, и при необходимости Россия увеличит объём помощи. Путин рассказал российскому правительству, сославшись на заявления руководства временного правительства Кыргызстана, что там «казна пустая» и что «прежнее руководство страны всё разворовало». «Это, конечно, не нам судить, — заметил В. Путин. — Но с учётом того, что у нас всегда были особые отношения с киргизским народом, в безусловно трудную для Киргизии минуту мы наших друзей в Киргизии поддержали». Путин поручил правительству и дальше поддерживать связь с временным правительством Кыргызстана, чтобы «оперативно принимать решения вместе с коллегами по поводу их потребностей».
В мае 2010 года в Кыргызстане стали распространяться слухи о возможном введении «внешнего управления» или протектората, которое могут установить Россия и Казахстан. Поводом для таких слухов стало назначение президентами России и Казахстана специальных представителей по ситуации в Кыргызстане. По мнению представителя киргизского аналитического центра «Полис Азия» Эльмиры Ногойбаевой, в средствах массовой информации Казахстана и России идёт целенаправленная дискредитация образа Кыргызстана с целью «спроецировать в Кыргызстане модель авторитарного режима», подобную тем, которые существуют в самих этих странах.

## Международная реакция
Казахстан и Узбекистан закрыли свои государственные границы с Кыргызстаном 8 апреля.
14 апреля 2010 года посольство России в Кыргызстане распространило сообщение, в котором выражена «глубокая обеспокоенность поступающими в последние дни обращениями граждан России и соотечественников по поводу стремления определённых сил обострить межэтническую ситуацию в стране» и направило в МИД Кыргызстана соответствующую ноту.
9 апреля представитель Еврокомиссии Майя Косьянчич заявила, что речь о признании ЕС новых властей Кыргызстана пока не идёт и Евросоюз, в первую очередь, намерен «следить за развитием ситуации». Ранее верховный представитель Евросоюза по международным делам и политике безопасности Кэтрин Эштон поручила спецпредставителю ЕС по Центральной Азии Пьеру Морелю прибыть в субботу, 10 апреля, в Бишкек с целью «оценки ситуации после последних беспорядков, и определения путей, по которым ЕС в сотрудничестве с международными партнёрами сможет облегчить достижение мирного, достигнутого на переговорах, урегулирования кризиса».
12 апреля посольство США в Кыргызстане распространило сообщение, в котором говорится, что утром 12 апреля посол США Татиана Гфэллэр встретилась с главой временного правительства Розой Отунбаевой, чтобы выразить свои соболезнования ей и всем гражданам Кыргызстана, потерявшим близких или пострадавшим во время событий последних дней. В сообщении было сказано: «Посол Гфэллэр и г-жа Отунбаева обсудили также вопросы, касающиеся предстоящего визита помощника Государственного секретаря США Роберта Блейка в Кыргызстан. Посол Гфэллэр ещё раз подтвердила готовность правительства США продолжать предоставлять Кыргызстану гуманитарную помощь и оказывать поддержку демократическому развитию страны». Было также заявлено, что «посольство США не имеет планов по предоставлению убежища г-ну Бакиеву или оказанию ему помощи в отъезде из Кыргызстана. Все сообщения с противоположным содержанием абсолютно не соответствуют действительности».
В телефонном разговоре с Розой Отунбаевой госсекретарь США Хиллари Клинтон предложила Кыргызстану гуманитарную помощь, а помощник государственного секретаря США Роберт Блейк 12 апреля сообщил, что США приветствуют заверения г-жи Отунбаевой, что временное правительство обеспечит управление страной в течение переходного периода и возврат к демократии. Р. Блейк сказал, что США не рассматривают произошедшее в Кыргызстане, как переворот и пока не считают, что смена власти произошла. Р. Блейк в ответ на вопросы по поводу дальнейшей судьбы президента Бакиева сказал, что этот вопрос должен решаться самими киргизами в соответствии с конституцией страны, и заявил, что не знает ничего о готовящихся силовых операциях по задержанию К. Бакиева. По утверждению Р.Блейка, правительство США не поддерживает контактов с К. Бакиевым и не намерено встречаться с ним в ходе визита в Кыргызстан. Говоря о сыне К. Бакиева Максиме, Р. Блейк подтвердил, что Максим был в США, но с ним никто из официальных лиц не встречался, и где Максим сейчас, неизвестно. В отношении Центра транзитных перевозок «Манас» Р. Блейк сообщил, что США готовы к разговору по поводу американо-киргизских договорённостей в любое время: «У них [новых властей] сейчас очень много других дел, с которыми надо разобраться, включая восстановление законности и порядка в стране, формирование временного правительства, организацию выборов. Когда они будут готовы к разговору с нами, мы будем рады начать переговоры».
20 апреля 2010 года президент Белоруссии Лукашенко заявил, что не считает конституционным произошедший переворот и предоставляет убежище семье президента Бакиева, в составе его самого, его жены и двоих детей.